# Republica Hessen
Statul Popular Hessa (germană Volksstaat Hessen) a fost un land independent democratic care a făcut parte din Republica de la Weimar. El a luat naștere în anul 1918 după înlăturarea prințului  Ernst Ludwig. 

## Președinți
- 1919 - 1928 – Carl Ulrich (SPD),
- 1928 - 1933 – Bernhard Adelung (SPD)
- 1933 - 1933 – Ferdinand Werner (NSDAP),
- 1933 - 1935 – Philipp Wilhelm Jung (NSDAP)
- 1935 - 1945 – Jakob Sprenger (NSDAP)

## Subdiviziuni administrative până în 1937
| * Provincia Oberhessen (Centru: Gießen) - - District urban Gießen (din 1938) - District rural Alsfeld - District rural Büdingen - District rural Friedberg - District rural Gießen - District rural Lauterbach - District rural Schotten (până în 1938)                                                                               | \| |
| * Provincia Rheinhessen (Centru: Mainz) - - District urban Mainz (din 1938) - District urban Worms (din 1938) - District rural Alzey - District rural Bingen - District rural Mainz - District rural Oppenheim ( in 1938 unit cu distr. Mainz) - District rural Worms                                                                 |    |
| * Provincia Starkenburg (Centru: Darmstadt) - - District urban Darmstadt (din 1938) - District urban Offenbach am Main (din 1938) - District rural Erbach - District rural Darmstadt - District rural Dieburg - District rural Groß-Gerau - District rural Offenbach - District rural Bensheim (din 1938) - District rural Heppenheim |    |